# Šúto Jamamoto
Šúto Jamamoto (* 1. červen 1985 Morioka) je japonský fotbalista.

## Klubová kariéra
Hrával za Júbilo Iwata, Kashima Antlers.

## Reprezentační kariéra
Šúto Jamamoto odehrál za japonský národní tým v roce 2017 celkem 1 reprezentační utkání.

## Statistiky
| Japonsko | Japonsko | Japonsko |
| Roky     | Záp.     | Góly     |
| -------- | -------- | -------- |
| 2017     | 1        | 0        |
| Celkem   | 1        | 0        |